# Niccolò di Liberatore

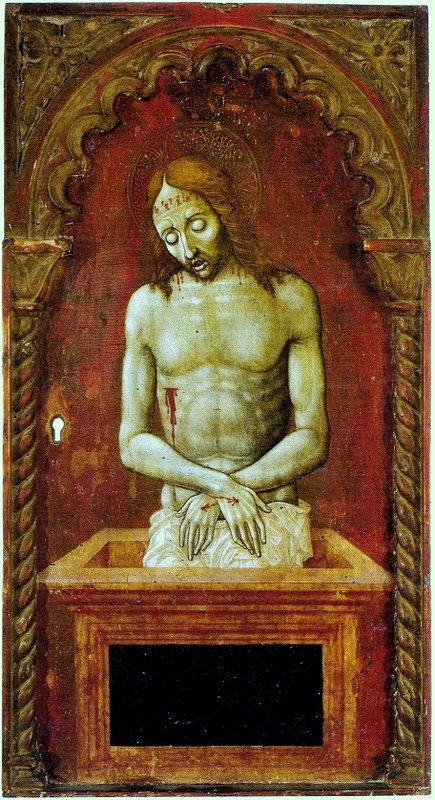
Ecce Homo (1480-1500). Pintura de Niccolò di Liberatore (Museu de Arte de São Paulo, São Paulo).

Niccolò di Liberatore, também chamado Niccolò Alunno, Niccolò da Foligno ou L´Alunno (Foligno, c. 1430 - 1502), foi um pintor italiano, ativo na Úmbria, província de Perugia.
É considerado um dos maiores artistas úmbrios do século XV, dono de um modelado áspero de grande tensão emocional, típico da arte da Itália Central. Filho de pintores, foi aluno de Bartolomeo di Tomaso e trabalhou no ateliê do pintor paduano Francesco Squarcione, junto com Andrea Mantegna, de cuja arte absorveu um distinto cuidado com o modelado anatômico das figuras. Seu principal assistente foi Benozzo Gozzoli, aluno de Fra Angelico.
O nome L´Alunno deve-se a uma equivocada leitura de Giorgio Vasari do epigrama alumnus Fulginiae, constante da predela do políptico de San Niccolò, executado por Niccolò di Liberatore para Brigida de Michele em 1492, e que significa "cidadão de Foligno". O apelido traduz o orgulho do artista pelas posições de destaque que ocupava em Foligno desde ao menos 1467, quando, considerado um mestre versado no próprio ofício, foi eleito pela cidade para o "Conselho dos Cem".
Teve papel essencial na difusão da cultura renascentista em sua região, notadamente para pintores como Ludovico Urbani, Lorenzo di Alessandro da San Severino e Fiorenzo di Lorenzo. Foi, supostamente, professor de Perugino, Pinturicchio e Andrea di Luigi.